# Tetrastigma poilanei
Tetrastigma poilanei är en vinväxtart som beskrevs av François Gagnepain. Tetrastigma poilanei ingår i släktet Tetrastigma och familjen vinväxter. Inga underarter finns listade i Catalogue of Life.